# Маркгренинген
Маркгренинген (њем. Markgröningen) град је у њемачкој савезној држави Баден-Виртемберг. Једно је од 39 општинских средишта округа Лудвигсбург. Према процјени из 2010. у граду је живјело 14.490 становника. Посједује регионалну шифру (AGS) 8118050.

## Географски и демографски подаци
Маркгренинген се налази у савезној држави Баден-Виртемберг у округу Лудвигсбург. Град се налази на надморској висини од 281 метра. Површина општине износи 28,2 km². У самом граду је, према процјени из 2010. године, живјело 14.490 становника. Просјечна густина становништва износи 515 становника/km².

## Међународна сарадња
| Мјесто | Држава    | Врста сарадње | Од    |
| ------ | --------- | ------------- | ----- |
| Сентеш | Мађарска  | контакт       | 2000. |
|        | Француска | партнерство   | 1989. |
| Извор  |           |               |       |